# Herslev Sogn (Fredericia Kommune)
 For alternative betydninger, se Herslev Sogn. (Se også artikler, som begynder med Herslev Sogn)
Herslev Sogn er et sogn i Fredericia Provsti (Haderslev Stift).
I 1800-tallet var Herslev Sogn et selvstændigt pastorat. Det hørte til Brusk Herred i Vejle Amt. Herslev sognekommune blev ved kommunalreformen i 1970 indlemmet i Fredericia Kommune.
I Herslev Sogn ligger Herslev Kirke.
I sognet findes følgende autoriserede stednavne:
- Bolskov (bebyggelse)
- Follerup (bebyggelse, ejerlav)
- Follerupgård (landbrugsejendom)
- Herslev (bebyggelse, ejerlav)
- Herslev Fælled (bebyggelse)
- Højrup (bebyggelse, ejerlav)
- Nyvangsgårde (bebyggelse)
- Tolstrup (bebyggelse, ejerlav)
- Tolstrup Enge (bebyggelse)